# Inclusion financière
L’inclusion financière (ou finance inclusive) désigne l’offre de services financiers et bancaires de base à faible coût spécifique pour des personnes pauvres et/ou en situation de difficulté financière, et de ce fait exclus des services traditionnels. 
Les services bancaires sont aujourd’hui indispensables à une bonne intégration sociale. L’inclusion financière est donc le pendant de « l’exclusion bancaire » directement liée à l’exclusion sociale. 
Depuis les années 1970 et les années 1980, l'inclusion financière s'est d'abord appuyée sur le microcrédit moderne tel que promu par l'économiste Muhammad Yunus, puis sur des règles de gouvernance mutualiste et sur des réglementations prudentielles cadrant les sociétés anonymes de microfinance, le financement participatif, puis sur la « banque à distance » et la banque mobile ainsi que sur une législation nouvelle concernant la monnaie électronique, les agents de détail non salarié, etc.

L'inclusion financière devient l'un des objectifs importants de certaines banques de détails .

## L’inclusion financière à l’ONU
Le 29 décembre 2003, Kofi Annan, l’ancien secrétaire général de l’ONU, a fait de l’inclusion financière un des enjeux du développement. 
L’ONU a alors défini les grands chantiers de l’inclusion financière comme :
- Accès, à un prix raisonnable pour tous les ménages et entreprises, à une large gamme de services financiers : épargne, crédit à court et long terme, crédit-bail et affacturage, hypothèques, assurances, pensions, paiements, virements en devises locales et envois de fonds internationaux ;
- Institutions saines guidées par des systèmes de gestion interne adéquats, normes de performance du secteur, suivi des performances, transparence institutionnelle, redevabilité et réglementation prudentielle saine ;
- Viabilité financière et institutionnelle, comme moyen d'accès aux services financiers sur une longue période de temps ;
- Prestataires de services financiers multiples, là où c'est possible, afin de proposer un ensemble d'alternatives variées et bon marché aux clients.

## L’inclusion financière dans les pays développés
L’inclusion financière se définit alors comme l’ensemble des dispositifs mis en place pour lutter contre l’exclusion bancaire et financière. Ces moyens composent ce que certains appellent désormais la « finance inclusive ». Le rôle des banques est central dans ce processus. En effet, l’inclusion financière ne se limite pas à l’accès à un compte, mais bien à une maîtrise plus globale des outils bancaires. Les banques peuvent participer à l’éducation financière des clientèles fragilisées comme c’est le cas des Caisses d’épargne avec Finance & Pédagogie. Elles peuvent également proposer à leurs clients des produits et services mieux adaptés à leurs ressources et à leurs besoins.